# 道の駅おりつめ
道の駅おりつめ（みちのえき おりつめ）は、岩手県九戸郡九戸村にある岩手県道22号軽米九戸線の道の駅である。都市間バスの停留所が設置されている。

## 施設
- 駐車場
  - 普通車：37台
  - 大型車：5台
  - 身障者用：3台
- トイレ （いずれも24時間利用可能）
  - 男：大 3器、小 5器
  - 女：4器
  - 身障者用：1器（オストメイト）
- 休憩所

## 隣接産直施設（おどで館）
- 産直施設（8:00-19:00）
  - 普通車：54台
  - 大型車：4台
  - 身障者用：2台
- 木工芸品等展示販売コーナー
- レストラン（11:00-15:00）
- でんでん亭
- EV急速充電器（50kW✕1）
- 公園緑地

## 休館日
- 1月1日

## アクセス
- 岩手県道22号軽米九戸線
  - 国道340号
  - 八戸自動車道 九戸インターチェンジ

### バス
当所を経由するバスは岩手県北バスとJRバス東北により運行されている。停留所は同一位置にあるが名称が異なり、県北バスが九戸インターオドデ館、JRバスが道の駅おりつめを使用している。

#### 都市間バス
- 岩手県北バス
  - 八盛号（ハッセイ・E）
    - 軽米インター・八戸中心街ターミナル・本八戸駅経由ラピアバスターミナル・八戸フェリーターミナル行
    - 浄法寺インター・盛岡駅西口経由盛岡バスセンター行

  - 久慈こはく号
    - 円子口（軽米町）・戸呂町・久慈駅経由久慈営業所行
    - 浄法寺インター・盛岡駅西口経由盛岡バスセンター行

  - 岩手きずな号（フジエクスプレスと共同運行）
    - 東京ドームホテル・東京駅八重洲口・六本木ヒルズ・田町駅入口経由芝浦車庫行　※当停留所では乗車のみ
    - 久慈営業所行 ※当停留所では降車のみ
- JRバス東北
  - スワロー号
    - 二戸駅行
    - 円子口・戸呂町経由久慈駅行

#### 一般路線バス
- 岩手県北バス
  - 二戸駅行
  - 冷水・円子・鎌屋敷・軽米病院経由軽米新町行

- 九戸村循環バス（岩手県北バス委託）
  - 長興寺・ふれあい広場・伊保内営業所経由ふるさとの館行
  - 長興寺・戸田支所前・瀬月内経由伊保内営業所行
  - 丸木橋経由伊保内営業所行

## 周辺
- 九戸村立江刺家小学校
- 九戸村立長興寺小学校
- 江刺家郵便局